# Возз'єдналися
Возз'єднані (англ. Reunited) Новозеландський телесеріал на TVNZ 1. Представлений адвокатом з усиновлення Алексом Гілбертом, серіал розповідає про шість усиновлених, народжених в Росії, про їх особисту історію возз'єднання зі своїми рідними сім'ями. Гілберт також виступає в якості оповідача серіалу і одного зі сценаристів.